# Jack Cork
Jack Frank Porteous Cork (Carlshalton, Inglaterra, 25 de junio de 1989), más conocido como Jack Cork, es un exfutbolista inglés. Jugaba como centrocampista o defensa y desde la temporada 2025-26 es entrenador asistente del Burnley F. C. Su padre, Alan Cork, fue jugador del Wimbledon F. C. y del Sheffield United.

## Trayectoria
Cork se unió a la Academia del Chelsea Football Club a los 9 años de edad. Su desempeño en las categorías juveniles del club fue tal, que mientras militó en el equipo juvenil y en el equipo de reservas, Cork fue capitán en ambos equipos.
El 2 de noviembre de 2006 fue cedido al AFC Bournemouth hasta el 5 de diciembre de ese mismo año. Su debut con el Bournemouth sería al día siguiente en la derrota por 4-2 ante el Swansea City. Su participación con el Bournemouth fue tal, que el club extendió su préstamo hasta finales de marzo de 2007. En total, Cork disputó solamente 12 partidos con el Bournemouth durante su préstamo. Luego, Cork fue seleccionado para ir con el Chelsea a la gira de pretemporada por los Estados Unidos en el verano de 2007, cuando su compañero Lee Sawyer se vio obligado a abandonar por una lesión. Debutó con el primer equipo en un partido amistoso ante el Club América de México el 14 de julio de 2007.
El 24 de agosto de 2007 fue cedido al Scunthorpe United durante seis meses, debutando al día siguiente en la derrota por 2-1 ante el Bristol City. Sus dos primeros goles en la liga fueron ante el Coventry City en distintos partidos. El primero fue en el empate a 1-1 el 27 de noviembre de 2007 y el segundo en la victoria por 2-1 el 1 de marzo de 2008. Cork tuvo una participación tan destacada en el Scunthorpe que el club extendió su préstamo hasta el final de la temporada el[3 de enero de 2008. Cork finalizó la temporada con 40 partidos disputados con el Scunthorpe.
El 21 de agosto de 2008 fue nuevamente cedido, ahora al Southampton FC hasta el 1 de enero de 2009. Su debut con el Southampton sería dos días después en la victoria por 1-0 sobre el Derby County. Cork disputó 24 partidos con el Southampton antes de ser cedido inmediatamente al Watford FC hasta el final de la temporada 2008-09. Cork no tardó en debutar con el Watford, haciéndolo en la victoria por 1-0 frente al Scunthorpe. Luego, el 24 de enero de 2009, Cork anotó su único gol con el Southampton en la victoria por 4-3 sobre el Crystal Palace. Durante su estancia con el Watford, Cork disputó 21 partidos.
El 21 de agosto de 2009 fue cedido al Coventry City hasta el mes de diciembre, aunque también firmó una extensión de contrato por 3 años con el Chelsea. Debutó con el Coventry al día siguiente en la derrota por 1-0 frente al Swansea. Cork finalizó su cesión con el Coventry con 21 partidos disputados antes de ser cedido al Burnley FC el 1 de febrero de 2010 hasta el fin de la temporada 2009-10. Cork debutó con el Burnley el 9 de febrero de 2010 en la derrota por 3-0 frente al Fulham FC. Luego, el 21 de febrero de 2010, Cork debutó como titular ante el Aston Villa, en donde sirvió con una asistencia a Martin Paterson para la anotación del segundo gol de su equipo, aunque el Aston Villa se impuso por 5-2. Sin embargo, su buen desempeño con el Burnley en la Premier League no pudo evitar que su equipo descendiera a la Football League Championship. Su primer gol con el Burnley fue irónicamente en el último partido de la temporada, al haber anotado al minuto 54 el segundo gol en la victoria de su equipo por 4-2 sobre el Tottenham Hotspur. Cork logró disputar 11 partidos y anotar un gol con el Burnley antes de regresar al Chelsea.
El 17 de julio de 2010, durante la pretemporada del Chelsea, Cork estuvo presente con el primer equipo en la victoria por 1-0 ante el Crystal Palace, luego de haber entrado de cambio al minuto 60 por Alex. Su segundo partido de la pretemporada sería el 23 de julio de 2010 en la derrota por 3-1 frente al Ajax Ámsterdam, habiendo sustituido al minuto 73 a Michael Essien.
Sin embargo, el 12 de agosto de 2010 fue cedido nuevamente al Burnley durante una temporada más. Su debut con el Burnley en la Football League Championship fue el 21 de agosto de 2010 en la victoria por 3-0 sobre el Leicester City. Su segundo gol como jugador del Burnley sería el 9 de noviembre de 2010 ante el Doncaster Rovers, en donde anotó al minuto 63 el gol que le daba el empate a su equipo por 1-1. Su tercer gol con el Burnley sería el 27 de noviembre de 2010 ante el Derby County, al haber anotado en el último minuto el gol que le dio la victoria a su equipo por 2-1. Su cuarto gol sería el 26 de febrero de 2011 ante el Preston North End, al haber marcado al minuto 84 el gol que le dio la victoria al Burnley por 2-1. En total, Cork disputó 46 partidos y anotó 3 goles durante su segundo préstamo con el Burnley.
El 7 de julio de 2011 firmó un contrato de 4 años con el Southampton FC, con el cual estuvo un tiempo cedido tres años atrás. Cork debutó nuevamente con el Southampton el 6 de agosto de 2011 en la victoria por 3-1 sobre el Leeds United.

## Selección nacional
Cork ha representado a la selección de Inglaterra a nivel juvenil, particularmente en la sub-16, sub-17, sub-18, sub-19, Sub-20 y sub-21. Con la sub-19, hizo su debut ante la República Checa en mayo de 2007. Con esta selección también disputó el Campeonato Europeo Sub-19 de 2008 como capitán del equipo, donde su selección fue eliminada en la fase de grupos. Con la sub-21 debutó en noviembre de 2008 durante un encuentro amistoso nuevamente ante la República Checa.
El 2 de julio de 2012 fue convocado por la Selección de fútbol del Reino Unido para jugar los Juegos Olímpicos de Londres 2012.

## Clubes
| Club                             | País        | Año       |
| -------------------------------- | ----------- | --------- |
| Chelsea F. C.                    | Inglaterra  | 2006-2011 |
| AFC Bournemouth (cedido)         | Inglaterra  | 2006-2007 |
| Scunthorpe United F. C. (cedido) | Inglaterra  | 2007-2008 |
| Southampton F. C. (cedido)       | Inglaterra  | 2008-2009 |
| Watford F. C. (cedido)           | Inglaterra  | 2009      |
| Coventry City F. C. (cedido)     | Inglaterra  | 2009      |
| Burnley F. C. (cedido)           | Inglaterra  | 2010-2011 |
| Southampton F. C.                | Inglaterra] | 2011-2015 |
| Swansea City A. F. C.            | Gales       | 2015-2017 |
| Burnley F. C.                    | Inglaterra  | 2017-2024 |
| Burnley F. C. sub-21             | Inglaterra  | 2024-2025 |

## Palmarés

### Distinciones individuales
| Distinción                          | Año  |
| ----------------------------------- | ---- |
| Mejor Jugador del Scunthorpe United | 2007 |